# Tears for Fears
Tears for Fears ist eine britische Band aus Bath, die für ihre Vermischung von Synthiepop mit Elementen anderer Genres bekannt ist. Ihre größten Erfolge feierten sie in den 1980er-Jahren mit Liedern wie Shout, Everybody Wants to Rule the World und Mad World.

## Geschichte
Die Band wurde 1981 von Roland Orzabal und Curt Smith gegründet. Den Bandnamen entnahmen sie einem Buch des amerikanischen Psychotherapeuten und Begründers der Primärtherapie, Arthur Janov, dessen Themen Grundlage für viele Liedtexte der Band sind.
Vor ihrem ersten offiziellen Album veröffentlichten sie als Band Graduate, hervorgegangen aus einer Schülerband, 1980 das Album Acting My Age. Orzabal war auch hier schon Sänger und Songschreiber, weitere Musiker waren Steve Buck, Andy Marsden und John Baker. Der Stil war ein gänzlich anderer, eher in Richtung Ska bis Pop.
Ihr erstes im Frühjahr 1983 erschienenes Album The Hurting drückte die schwierige Kindheit Orzabals aus und besaß einen sehr eigenen Sound. Aus diesem weltweit erfolgreichen Album wurden vier Singles ausgekoppelt: Suffer the Children, Change, Mad World und Pale Shelter. 
2000 nahmen Gary Jules und Michael Andrews das Lied Mad World als Titelmelodie zum Film Donnie Darko neu auf und kamen damit Ende 2003 in die Charts, in Großbritannien sogar auf Platz eins. Im Film wird auch das Lied Head over Heels verwendet.
Mit dem im Frühjahr 1985 veröffentlichten zweiten Album Songs from the Big Chair fanden Tears for Fears zu ihrem – für den Synthiepop der späten 1980er Jahre typischen – Sound, der fortan zu ihrem Markenzeichen wurde. Das Album machte sie beiderseits des Atlantiks berühmt. Die beiden Singleauskoppelungen Shout (1984) und Everybody Wants to Rule the World (1985) werden bis heute von Radiosendern ausgestrahlt. Letzteres Lied wurde in den USA zum bekanntesten Lied des Jahres gewählt und knapp zehn Jahre später für zwei Millionen Radioeinsätze ausgezeichnet.
An diesen ersten beiden Alben waren noch die beiden Bandmitglieder Manny Elias (Schlagzeug) und Ian Stanley (Keyboards) beteiligt. Stanley ist auch Mitautor der Hits Shout, Everybody Wants to Rule the World und Mothers Talk.
Das im Herbst 1989 herausgebrachte dritte Album The Seeds of Love, auf dem Ian Stanley zum letzten Mal als Bandmitglied mitwirkte, zeigte Einflüsse aus dem Jazz und Blues. In ihrer Hit-Single Sowing the Seeds of Love war der Einfluss der Beatles zu spüren; dieses Konzeptalbum erinnerte an deren Sgt. Pepper’s Lonely Hearts Club Band. Bei der Single Woman in Chains spielte Phil Collins Schlagzeug. Oleta Adams, die durch Orzabals Engagement eine erfolgreiche Solokarriere beginnen konnte, war als Sängerin und Pianistin an dem Album beteiligt. Unter dem Pseudonym Johnny Panic veröffentlichten Tears For Fears den Dance-Song Johnny Panic and the Bible of Dreams.
Nach ihrer letzten gemeinsamen Tour The Seeds of Love stieg Curt Smith Ende 1990 aus. Die ab dieser Zeit unter dem Bandnamen veröffentlichten Alben produzierte Tim Palmer.
Seit dem Jahr 2000 haben Orzabal und Smith wieder miteinander Kontakt. 2004 veröffentlichten die beiden Musiker wieder ein gemeinsames Album: Everybody Loves a Happy Ending.
2008 hatten sich beide Bandmitglieder für die Konzepttour The Nokia Night of the Proms erneut wiedervereinigt und waren dort mit den Liedern Sowing the Seeds of Love, Mad World, Everybody Wants to Rule the World und Shout live auf der Bühne. Die für 2018 geplante „Rule the World Tour 2018“ wurde krankheitsbedingt auf das Jahr 2019 verschoben. Gleichzeitig kündigten Tears For Fears eine neue Platte an, die im Februar 2022 unter dem Titel The Tipping Point erschien. Dieses Album erreichte in vielen Ländern die Top Ten der Album-Charts, darunter Deutschland, die Schweiz, Großbritannien und die USA.
Am 24. Oktober 2024 präsentierte die Band den Konzertfilm Tears for Fears Live – A Tipping Point Film.

## Diskografie
Studioalben

| Jahr | Titel Musiklabel                                      | Höchstplatzierung, Gesamtwochen/‑monate, AuszeichnungChartplatzierungen (Jahr, Titel, Musiklabel, Platzierungen, Wochen/Monate, Auszeichnungen, Anmerkungen) | Höchstplatzierung, Gesamtwochen/‑monate, AuszeichnungChartplatzierungen (Jahr, Titel, Musiklabel, Platzierungen, Wochen/Monate, Auszeichnungen, Anmerkungen) | Höchstplatzierung, Gesamtwochen/‑monate, AuszeichnungChartplatzierungen (Jahr, Titel, Musiklabel, Platzierungen, Wochen/Monate, Auszeichnungen, Anmerkungen) | Höchstplatzierung, Gesamtwochen/‑monate, AuszeichnungChartplatzierungen (Jahr, Titel, Musiklabel, Platzierungen, Wochen/Monate, Auszeichnungen, Anmerkungen) | Höchstplatzierung, Gesamtwochen/‑monate, AuszeichnungChartplatzierungen (Jahr, Titel, Musiklabel, Platzierungen, Wochen/Monate, Auszeichnungen, Anmerkungen) | Anmerkungen                                                    |
| Jahr | Titel Musiklabel                                      | DE | AT | CH | UK | US | Anmerkungen                                                    |
| ---- | ----------------------------------------------------- | --- | --- | --- | --- | --- | -------------------------------------------------------------- |
| 1983 | The Hurting Mercury Records (Phonogram)               | DE15 (24 Wo.)DE | — | — | UK1 Platin · (65 Wo.)UK | US82 Gold · (20 Wo.)US | Erstveröffentlichung: 7. März 1983 Verkäufe: + 1.000.000       |
| 1985 | Songs from the Big Chair Mercury Records (Phonogram)  | DE1 Gold · (27 Wo.)DE | AT22 (1 Mt.)AT | CH5 (16 Wo.)CH | UK2 ×3Dreifachplatin · (83 Wo.)UK | US1 ×5Fünffachplatin · (68 Wo.)US | Erstveröffentlichung: 25. Februar 1985 Verkäufe: + 7.135.000   |
| 1989 | The Seeds of Love Fontana Records (Phonogram)         | DE5 Gold · (39 Wo.)DE | AT13 (2 Mt.)AT | CH8 Gold · (11 Wo.)CH | UK1 Platin · (31 Wo.)UK | US8 Platin · (34 Wo.)US | Erstveröffentlichung: 25. September 1989 Verkäufe: + 2.330.000 |
| 1993 | Elemental Mercury Records (Phonogram)                 | DE26 (11 Wo.)DE | — | CH24 (10 Wo.)CH | UK5 Silber · (7 Wo.)UK | US45 Gold · (21 Wo.)US | Erstveröffentlichung: 7. Juni 1993 Verkäufe: + 710.000         |
| 1995 | Raoul and the Kings of Spain Epic Records (EMI)       | DE88 (3 Wo.)DE | — | CH42 (2 Wo.)CH | UK41 (1 Wo.)UK | US79 (5 Wo.)US | Erstveröffentlichung: 9. Oktober 1995                          |
| 2004 | Everybody Loves a Happy Ending New Door Records (UMG) | DE35 (4 Wo.)DE | — | CH48 (4 Wo.)CH | UK45 (1 Wo.)UK | US46 (3 Wo.)US | Erstveröffentlichung: 14. September 2004                       |
| 2022 | The Tipping Point Concord Records (UMG)               | DE3 (7 Wo.)DE | AT16 (2 Wo.)AT | CH4 (6 Wo.)CH | UK2 (4 Wo.)UK | US8 (2 Wo.)US | Erstveröffentlichung: 25. Februar 2022                         |